# Historia de las Fuerzas Especiales del Ejército de Estados Unidos
Las Fuerzas Especiales del Ejército de Estados Unidos tienen sus raíces en unidades de operaciones especiales como los Alamo Scouts, las guerrillas de Filipinas, la 1ª Fuerza de Servicio Especial y los Grupos de Operaciones de la Oficina de Servicios Estratégicos, todas ellas como principales impulsores del Ejército dentro del marco de la guerra no convencional y expresamente formadas para este fin. Aunque la Oficina de Servicios Estratégicos no era una organización del Ejército, muchos miembros del Ejército fueron asignados a la OSS y luego utilizaron sus experiencias para influir en la formación de las Fuerzas Especiales.
Durante la Guerra de Corea, los ex comandantes de la guerrilla filipina, el Coronel Wendell Fertig y el Teniente Coronel Russell W. Volckmann, utilizaron su experiencia en tiempos de guerra para formular la doctrina de la guerra no convencional, la cual se convertiría a priori en la piedra angular de las Fuerzas Especiales.
En 1951, el Mayor General Robert A. McClure eligió al ex miembro de la OSS, el Coronel Aaron Bank, como jefe de la División de Operaciones Especiales de Guerra Psicológica del Pentágono (Psychological Warfare Staff).
En junio de 1952 se creó el 10º Grupo de Fuerzas Especiales (Aerotransportado), bajo el mando del Coronel Aaron Bank, poco después de la creación de la Escuela de Guerra Psicológica, que finalmente pasaría a llamarse Escuela y Centro John F. Kennedy de Guerra Especial. El 10º Grupo de Fuerzas Especiales (Aerotransportado) se dividió, con el cuadro que mantenía la designación 10º Grupo de Fuerzas Especiales, desplegado en septiembre de 1953, en Bad Tölz (Alemania). El cuadro restante de Fort Bragg creó el 77° Grupo de Fuerzas Especiales, que en mayo de 1960 fue reorganizado y designado a día de hoy como 7º Grupo de Fuerzas Especiales.
Desde su creación en 1952, los soldados de las Fuerzas Especiales han operado en Vietnam, Camboya, Laos, Vietnam del Norte, Guatemala, Nicaragua, El Salvador, Colombia, Panamá, Haití, Somalia, Bosnia, Kosovo, la Primera Guerra del Golfo, Afganistán, Irak, Filipinas, Siria, Yemen, Níger y, en un rol de Defensa Interna en el Extranjero, en África Oriental

## Creación
Su linaje se remonta a más de 200 años de historia de guerra no convencional, con predecesores notables que incluyen a Francis Marion (el "Zorro del Pantano" de la Guerra de Independencia de Estados Unidos), a Benjamin Forsyth en la Guerra de 1812, a Frederick Funston de la Guerra Filipino-Norteamericana, a los Equipos Jedburgh de la Oficina de Servicios Estratégicos durante la Segunda Guerra Mundial, al Destacamento 101 de la Oficina de Servicios Estratégicos en Birmania, a los Alamo Scouts, a Colt Terry de la Guerra de Corea y al oficial Richard J. Meadows, de las Fuerzas Especiales del Ejército de Estados Unidos durante la Guerra de Vietnam.
Algunos miembros de la Oficina de Servicios Estratégicos cumplían misiones similares a las de la función original de las Fuerzas Especiales del Ejército de Estados Unidos (la guerra no convencional), actuando como instructores para entrenar y dirigir guerrillas en países ocupados. El lema de las Fuerzas Especiales, De oppresso liber (del latín: «liberar a los oprimidos»), refleja esta misión histórica de guerra de guerrillas contra una potencia ocupante. En concreto, los equipos Jedburgh, formados por tres hombres, dirigieron a las unidades de la Resistencia Francesa. Los Grupos Operacionales de mayor tamaño de la Oficina de Servicios Estratégicos estaban más asociados con misiones de Reconocimiento Estratégico/Acción Directa, aunque también colaboraban con unidades de la resistencia.
Otra unidad ampliamente asociada con los orígenes de las Fuerzas Especiales del Ejército fue la Primera Fuerza de Servicio Especial, una unidad conjunta norteamericana-canadiense formada en 1942 y disuelta en 1944. Sus miembros recibieron posteriormente la Lengüeta de las Fuerzas Especiales tras su creación en 1983 por su participación en la historia de las Fuerzas Especiales. Cada año se celebra un ejercicio conjunto del 1er Grupo de Fuerzas Especiales y el Regimiento Canadiense de Operaciones Especiales, conocido como la Menton Week, para conmemorar el vínculo histórico que ambas unidades comparten en la Primera Fuerza de Servicio Especial.
Si bien las operaciones guerrilleras filipino-norteamericanas en las Filipinas ocupadas por Japón no son parte del linaje directo de las Fuerzas Especiales del Ejército, algunos de los primeros mandos de las Fuerzas Especiales participaron en ellas. Utilizaron lo que habían aprendido combatiendo como unidades guerrilleras en la doctrina de la guerra no convencional de las Fuerzas Especiales.Entre ellos se encontraban Russell Volckmann, que dirigió guerrillas en el norte de Luzón y en Corea; Donald Blackburn, que también sirvió en la fuerza del norte de Luzón; y el Coronel Wendell Fertig, que desarrolló una fuerza del tamaño de una división en Mindanao.

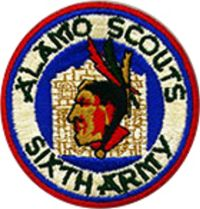
La "Unidad de Reconocimiento Especial del 6º Ejército de Estados Unidos", también conocida como los Alamo Scouts, está incluida en el linaje de las Fuerzas Especiales de Estados Unidos.

La Guerra de Corea, que comenzó en 1950, impactó a los militares de Estados Unidos y puso de relieve las deficiencias de la guerra psicológica.A pesar de ello, las Fuerzas Partisanas de las Naciones Unidas de Corea operaron en islas y tras las líneas enemigas. Estas fuerzas también se conocieron como la 8086ª Unidad del Ejército y, posteriormente como Far East Command Liaison Detachment Korea, de la 8240.ª Unidad del Ejército. Estas tropas dirigieron a los partisanos norcoreanos en incursiones, el hostigamiento de las líneas de suministro y el rescate de pilotos derribados. La experiencia adquirida por estas unidades en la Guerra de Corea influyó en el desarrollo de la doctrina de las Fuerzas Especiales del Ejército de Estados Unidos.
Las Fuerzas Especiales se formaron en 1952, inicialmente bajo la División de Guerra Psicológica del Ejército de Estados Unidos, dirigida por el entonces General de Brigada Robert A. McClure, debido a la necesidad de contar con capacidades de guerra psicológica. McClure se especializó en guerra psicológica, pero tenía poca experiencia en guerra no convencional, aunque creía que ambas estaban inextricablemente vinculadas.
El Comando de Operaciones Especiales fue creado por el Centro de Guerra Psicológica del Ejército de Estados Unidos, que se puso en activo en mayo de 1952. El 10º Grupo de Fuerzas Especiales se creó inicialmente en junio de 1952 y estuvo dirigido por el Coronel Aaron Bank, conocido como el padre de las Fuerzas Especiales. El primer Oficial Ejecutivo fue el Teniente Coronel William C. Martin, Jr. La creación del 10º Grupo de Fuerzas Especiales coincidió con el establecimiento de la Escuela de Guerra Psicológica, ahora conocida como el Centro y Escuela de Guerra Especial John F. Kennedy. Bank sirvió en varias unidades de la Oficina de Servicios Estratégicos, incluyendo los equipos Jedburgh, asesorando y dirigiendo unidades de la Resistencia Francesa antes de la Batalla de Normandía (invasión del "Día D") del 6 de junio de 1944. El Teniente Coronel Martin era un mustang, habiéndose alistado a los 17 años; fue ascendido a Teniente Segundo durante la Segunda Guerra Mundial. Antes de su nombramiento, fue campeón de boxeo del VII Ejército de Estados Unidos en su categoría de peso. Sirvió como comandante de compañía en la 82ª División Aerotransportada y combatió en el norte de África, Sicilia, Market Garden y la Batalla de las Ardenas. Recibió su tercera estrella de salto de combate en Corea mientras servía en el 187º Equipo de Combate Regimental. Se retiró como Teniente Coronel a los 37 años mientras servía en Bad Tölz con el 10º Grupo de Fuerzas Especiales.
El 10º Grupo de Fuerzas Especiales se desplegó en Bad Tölz (Alemania), en septiembre del año siguiente. El cuadro restante de Fort Bragg (Carolina del Norte), formó el 77º Grupo de Fuerzas Especiales, que en mayo de 1960 se convirtió en el 7º Grupo de Fuerzas Especiales.
La rama de Fuerzas Especiales se creó como rama básica del Ejército de Estados Unidos el 9 de abril de 1987, mediante la Orden General del Ejército nº 35.